# Louis Victor Léon de Rochechouart

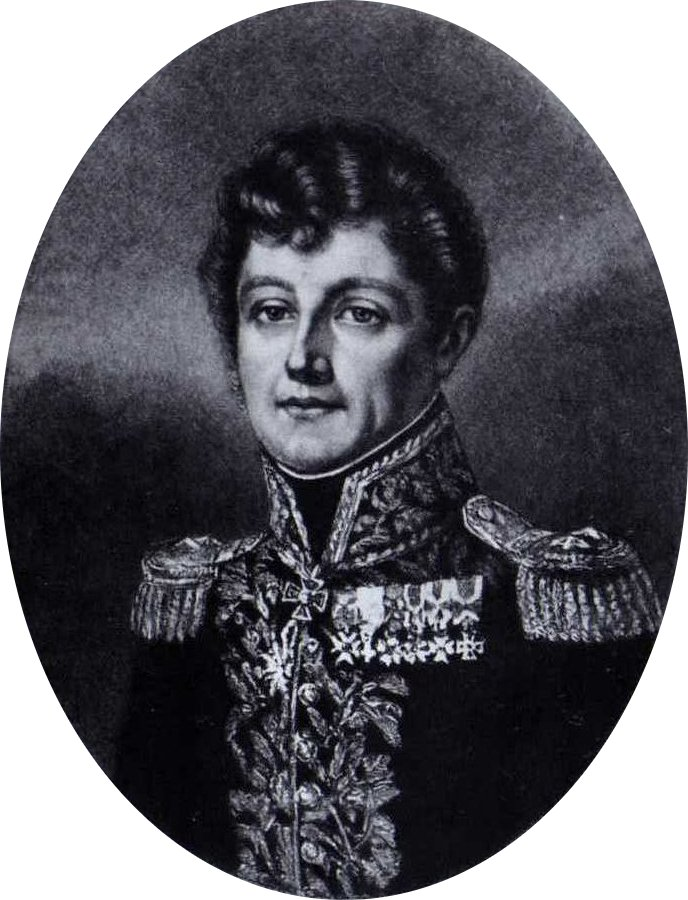
Louis Victor Léon de Rochechouart, Comte de Rochechouart, Gravur von Paul Dujardin

Auguste Louis Victor Léon de Rochechouart, Comte de Rochechouart (* 14. September 1788 in Paris; † 26. Februar 1858 in Jumilhac-le-Grand) aus dem Haus Rochechouart war ein französischer General, der in den royalistischen, kaiserlich-russischen und bourbonischen Armeen der Napoleonischen Kriege kämpfte.

## Leben

### Eine bewegte Kindheit
Louis Victor Léon de Rochechouart ist der jüngste Sohn von Jules de Rochechouart, Seigneur de Montigny (1755–1801), und Elisabeth Armide Durey de Morsan (1757–1805); er wurde am 14. September 1788 in Paris geboren, wenige Monate vor Ausbruch der Französischen Revolution. Sein Vater wurde im Juli 1791, mit den Tod des Generals Aimery Louis Roger de Rochechouart, Comte de Faudoas, als Angehöriger der nunmehr ältesten Linie der Familie auch deren Oberhaupt, noch vor den Herzögen von Mortemart, die einem jüngeren Zweig Familie angehören.
Nach seinen Angaben hatte er vier ältere Geschwister:
- Victor (* 1776; † 1802 in Port-au-Prince)[3][4]
- Philippe (* 1779; † 1791)[5]
- Louis (* 1782; X 1814 in der Schlacht bei Brienne)[6]
- Cornélie (* 1784; † 1794)

Als jüngerer Sohn war er wahrscheinlich für eine kirchliche Laufbahn bestimmt, musste aber 1794 (im Alter von 6 Jahren) aus Paris fliehen, nachdem seine Mutter versucht hatte, die Flucht der Königin Marie-Antoinette zu organisieren. Verfolgt von der Gendarmerie, die sie verhaften wollte, gelang ihr mit ihren Söhnen Louis Victor Léon und Louis Philippe Auguste die Flucht (der älteste Sohn, Louis Pierre François Victor, war bereits 1791 emigriert); ihre Tochter Cornélie hatte nicht so viel Glück: von den Behörden aus ihrer Pension vertrieben, starb die Zehnjährige, die auf sich allein gestellt war, nach drei Tagen des Umherirrens in der Hauptstadt an Erschöpfung.
Als seine Mutter sich gezwungen sah, ebenfalls Frankreich zu verlassen, ließ sie ihre beiden verbliebenen Söhne in einem Badehaus in Caen zurück, das von einem Ehepaar geführt wurde, und das die Situation ausnutzte: unter erbärmlichen Bedingungen untergebracht, wurden die beiden Brüder, denen oft das Essen vorenthalten wurde, zu Dienern des Paares, und konnten erst nach einem Jahr von einem Verwandten aus der Situation befreit werden.
Sie erreichten 1796 Freiburg in der Schweiz, wo sich ihnen Madame de Rochechouart anschließen sollte, was aber misslang. Die Brüder wurden von einem Bürger dieser Stadt aufgenommen, bis französische Revolutionstruppen 1798 in die Stadt eindrangen und sie zur erneuten Flucht gezwungen waren. Sie trafen ihre Mutter (die Ehe der Eltern war 1797 geschieden worden) dann schließlich in Antwerpen und reisten nun zu Dritt nach Rotterdam, London und Hamburg weiter. Die Verwicklung der Mutter in Verschwörungen zur Wiederherstellung der Monarchie hatte sie nicht nur ihr Vermögen gekostet, sondern ihr auch viele politische Schwierigkeiten eingebracht, sodass sie ihre Gastländer immer wieder verlassen mussten - ohne einen Sou flüchtete sie mit ihren beiden Söhnen schließlich nach Deutschland, wo sie Taschen herstellen und verkaufen mussten, um zu überleben.
Im Alter von 11 Jahren beschloss Louis Victor Léon de Rochechouart, sich in Hamburg einzuschiffen, ohne Mutter und Bruder, um sich innerhalb der Armee der Emigranten dem Regiment seines Verwandten Victurnien Jean-Baptiste de Rochechouart, Herzog von Mortemart, anzuschließen, das nach Portugal gehen sollte. Nach vielen Umwegen, die ihn durch die Niederlande, England und Spanien führten, kam er schließlich im Jahr 1800 in Lissabon an.

### In der Emigrantenarmee
Nach der Niederlage der Truppen Condés im Jahr 1799 war die Armee der Emigranten aufgestellt worden. Das ursprüngliche Ziel dieser Armee, Frankreich von der Revolution zu befreien, wurde nach und nach der britischen Gesamtstrategie untergeordnet. Dabei wurde das Régiment de Mortemart nach Portugal entsandt, um eine Operation der portugiesischen Armee an den Grenzen Portugals zu unterstützen, die sich einem französischen Vorstoß gegenübersah.
1801 nahm Louis Victor Léon de Rochechouart am Alentejo-Feldzug im Orangen-Krieg teil, in dem nach 18 Tagen engen Kontakts in der Nähe von Abrantes sich die portugiesische Armee (mit seinem Regiment) auf der einen und die französisch-spanische Armee auf der anderen Seite zurückzogen, ohne dass ein einziger Schuss gefallen war. Der Friede von Badajoz wurde am 6. Juni 1801 unter der Schirmherrschaft von Lucien Bonaparte unterzeichnet und beendete die Auseinandersetzung. Am 3. November 1801 starb sein Vater in Orléans, im März 1802 sein ältester Buder Victor, der ledig und ohne Nachkommen geblieben war, auf Haiti, nachdem er zuvor in der Armée Condés gekämpft hatte. Seine Mutter und sein Bruder Louis zogen in dieser Zeit nach Odessa um, wo Louis Leutnant im Stab Armand Emmanuel du Plesis, Duc de Richelieu (1766–1822) wurde, der ab 1803 das Gouvernement Cherson (mit Odessa) und das Gouvernement Taurien (mit der Krim) verwaltet.
Nachdem Louis Victor Léon de Rochechouart als Fähnrich in das Regiment eingetreten war, verließ er es bei dessen Auflösung im Jahr 1802 als Sous-Lieutenant. Im Alter von 14 Jahren kehrte er nun nach Paris zurück, wo er zwei Jahre lang das verbliebene Vermögen für die Vergnügungen in der Hauptstadt ausgab. 1804 gelang es seinem Bruder Louis, Kontakt zu ihm aufzunehmen, woraufhin er am 14. September Paris mit Ziel Odessa verließ. Er reiste über Mailand, Venedig, Wien und Krakau nach Lemberg. Da er kein Geld mehr hatte, finanzierte er seine Reise zum Teil durch Gewinne im Mailänder Casino, in Wien dann wurde er mit einem Verwandten zusammengeführt, der ihm zur Weiterreise über Krakau nach Lemberg half.
Seine Mutter hielt sich zu dieser Zeit in Kamieniec (Podolien im Russischen Kaiserreich) bei der Princesse de Nassau auf, Eine Woche später kam es dann zum Wiedersehen von Mutter und Sohn auf einem Schloss der Prinzessin bei Lemberg, von wo aus sie wenige Tage später gemeinsam nach Tynna in Podolien (ebenfalls ein Besitz der Prinzessin) weiterreisten, wo sie das Ende des Winters abwarteten. Als die Schneeschmelze einsetzte, brachen Mutter und Sohn nach Odessa auf, wo sich ihre Wege wieder trennten: Madame de Rochechouart reiste nach Cherson, um zwei Güter am südlichen Ufer des Dnjepr zu übernehmen, die ihr die Prinzessin zur Verwaltung überlassen hatte.
Als der Duc de Richelieu am 27. April 1805 aus Sankt Petersburg nach Odessa zurückkehrte, wurde Louis Victor Léon de Rochechouart ihm vorgestellt, was der Beginn seiner Militärkarriere in Russland wurde, die ihn bis in den Generalsrang führte. Einige Tage später brach er auf, um seiner Mutter zu folgen, die er aber in „Achyllée“ nicht mehr antraf, da sie sich kurz zuvor wegen eines Fiebers nach Cherson hatte bringen lassen, wo sie am 10. Mai 1805 im Alter von 48 Jahren und 3 Monaten starb. Als ihr Sohn das Krankenbett erreichte, war sie bereits tot. Louis Victor Léon wurde nun vom Duc de Richelieu aufgenommen und mit der Zeit dessen Adoptivsohn.

### Im Dienst des Zaren
Louis Victor Léon de Rochechouart trat nun im Rang eines Sous-Lieutenants in die russische Armee ein und wurde Adjutant des Herzogs von Richelieu. Er stieg in den Rängen auf, diente als Leutnant in der kaiserlichen Garde und wurde dann Adjutant des Kaisers Alexander I. von Russland. In diesen Jahren nahm er an der Eroberung von Bessarabien und Tscherkessien teil und kämpfte in Kaukasien und Tschetschenien.
Als Frankreich 1812 in Russland einmarschierte, wurde Louis Victor Léon de Rochechouart in der Armee des Generals Tormassow eingesetzt. Er nahm an der Einnahme von Minsk teil und kämpfte in der Schlacht an der Beresina (26.–28. November), wo er Zeuge der dramatischen Überquerung des Flusses durch die französische Armee wurde.
Louis Victor Léon de Rochechouart wurde zum Oberst und dann zum Generalmajor befördert und kämpfte auf russischer Seite im anschließenden Deutschlandfeldzug in den Schlachten von Großgörschen (2. Mai 1813), Dresden (26./27. August), Kulm (29./30. August) und Leipzig (16.–19. Oktober). Im September wurde er entsandt, um Napoleons ehemaligen Marschall und jetzigen schwedischen Kronprinzen Jean-Baptiste Bernadotte, den späteren König Karl XIV. von Schweden, davon zu überzeugen, seine Nordarmee über die Elbe zu verlegen, um Napoleons Truppen anzugreifen.
Anfang 1814 überquerte er mit der russischen Armee den Rhein und betrat zum ersten Mal seit zehn Jahren wieder französischen Boden. Er kam in Kontakt mit den späteren Königen Ludwig XVIII. und Karl X. und beteiligte sich an der Gründung einer royalistischen Partei. Als sein verbliebener Bruder in der Schlacht bei Brienne (29. Januar 1814) fiel, wurde er selbst Oberhaupt des Hauses Rochechouart. Im Februar kämpfte Louis Victor Léon im Sechstagefeldzug (10.–15.), im März in den Schlachten von Arcis-sur-Aube (20./21.), La Fère-Champenoise (25.) und Paris (30./31.). Er wurde zum Kommandanten von Paris ernannt und besetzte am 31. März das Hotel de Ville. Angesichts von Gerüchten über einen Gegenangriff Napoleons organisierte er die Verteidigung der Stadt und stellte die Ordnung in Paris wieder her, indem er die von den Besatzungstruppen verursachten Unruhen durch den Einsatz gemischter Truppenteile aus russischen Soldaten und der Garde nationale niederschlug. Bei der Ankunft von Ludwig XVIII. am 20. April verabschiedete sich Rochechouart von der russischen Armee, um in den Dienst Frankreichs zu treten.

### Militärgouverneur von Paris
Ludwig XVIII. ernannte ihn zum Maréchal de camp, nahm ihn in die Kompanie der schwarzen Musketiere (die 2. Kompanie der Mousquetaires de la garde) auf und machte ihn am 29. August 1814 zum Ritter im Ordre royal et militaire de Saint-Louis. Während der Herrschaft der Hundert Tage (20. März–8. Juli 1815) begleitete er den König nach Gent und stieg nach dessen Rückkehr im Zuge der Zweiten Restauration zum Chef der Generalstabes mehrerer Kriegsminister auf, des Duc de Feltre, des Marschalls Gouvion-Saint-Cyr, erneut des Duc de Feltre, als sein Adoptivvater, der Duc de Richelieu, am 26. September 1815 Präsident des Ministerrates wurde. Am 16. Oktober 1815 wurde Rochechouart zum Militärgouverneur von Paris ernannt und bekleidete dieses Amt bis 1821.
Bereits kurz nach Antritt dieses Amtes war er an zwei wichtigen Ereignissen der Restauration beteiligt:
- Im November 1815 unterstützte er den General Pierre Daumesnil, der im Fort de Vincennes von den preußischen Besatzungstruppen belagert wurde, nachdem er die Übergabe der Festung verweigert hatte; beeindruckt von dessen Mut und Entschlossenheit, intervenierte Rochechouart beim Ministerium zu dessen Gunsten.
- Als Befehlshaber von Paris wurde Rochechouart mit der weitaus schmerzhafteren Aufgabe betraut, die Hinrichtung von Marschall Ney (7. November 1815) zu organisieren, eine Entscheidung, die er missbilligte, wie er später schrieb: « Non seulement je fus forcé d’assister à sa mort, de plus mes devoirs m’obligèrent de faire exécuter l’arrêt de la Cour des Pairs à l’égard de cette injuste victime de nos réactions politiques ». – „Ich war nicht nur gezwungen, an seinem Tod mitzuwirken, sondern musste auch das Dekret des Gerichtshofs in Bezug auf dieses ungerechte Opfer unserer reaktionären Politik ausführen.“ Er setzte einen Offizier aus dem Piemont an die Spitze des Hinrichtungskommandos, um diese Aufgabe nicht einem französischen Soldaten zuzumuten. Auch begleitete er Neys letzte Stunden und schrieb in seinen Memoiren einen bewegenden Bericht darüber, in dem er abschließend feststellte: « Voilà une grande leçon pour bien apprendre à mourir » - „Das ist eine großartige Lektion, um das Sterben richtig zu begreifen.“

1821 wurde er zum Gentilhomme de la Chambre du Roi und zum Kommandeur der Ehrenlegion ernannt. Am 13. Dezember des Jahres heiratete er Élisabeth Ouvrard (* 1796 in Nantes), die Tochter des Bankiers und Geschäftsmanns Gabriel-Julien Ouvrard (1770–1846), und Élisabeth Thébaud (1776–1818). Die aufwendige Zeremonie fand im Beisein des Premierministers, des Herzogs von Richelieu, Ludwigs XVIII. und der zukünftigen Könige Karl X. und Louis-Philippe I. statt. Als am Tag darauf der Herzog von Richelieu zugunsten der Ultraroyalisten sein Amt abgeben musste, wurde auch Rochechouart entlassen.
1826 kaufte er das Schloss Jumilhac-le-Grand und das Schloss Rochechouart (letzteres ist wohl die Basis dafür, sich Comte de Rochechouart zu nennen).
Im April 1830 wurde er zum Kommandeur einer Brigade der Reservedivision ernannt, die aus zwei Regimentern bestand und für die Algerienexpedition (14. Juni–5. Juli) vorgesehen war. Die Brigade schiffte sich in seiner Anwesenheit am 8. Juli 1830 im Hafen von Toulon ein, kurz bevor sie von der Kapitulation des Dey von Algier erfuhr, und musste schließlich nicht mehr in See stechen. Im August 1830 weigerte er sich, der Julimonarchie zu dienen. Im Jahr 1831 wurde er pensioniert.
Anfang 1832 gehörte er, u. a. mit Henri-Auguste-Georges du Vergier, Marquis de la Rochejaquelein (dem späteren Schwiegervater seines Sohnes) und der Comtesse du Cayla, dem Haager Komitee an, das von der Herzogin von Berry eingesetzt wurde, um sie bei ihrem Putschversuch bei den nordeuropäischen Monarchien zu vertreten. Im August 1832 reiste er nach Sankt Petersburg, um bei Zar Nikolaus I. zu sondieren, ob dieser die Herzogin von Berry unterstützen könnte, was ihm jedoch nicht gelang.
1842 wurde er wieder in die Armee aufgenommen und 1848 erneut pensioniert. Er wurde 1849 ein weiteres Mal in die Armee aufgenommen und wechselte 1853 in den Reservekader.
Élisabeth Ouvrard starb am 24. Juli 1857 in Paris, Louis Victor Léon de Rochechouart am 26. Februar 1858 in Jumilhac-le-Grand.

## Nachkommen
Die Kinder von Louis Victor Léon de Rochechouart und Élisabeth Ouvrard sind:
- Madeleine-Elisabeth-Gabrielle (* 30. Dezember 1822; † 23, August 1889); ⚭ 9. Dezember 1844 Justin Amédée de la Garde, Marquis de Saint-Angel (* 27. September 1819; † 23. Dezember 1886)
- Valentine Juliènne Léonie (* 7. September 1825; † 6. August 1907); ⚭ 6. Oktober 1845 Arthur Comte de Montalembert († 11. November 1859 in Lalla Marnia (Algerien))
- Louis Aimery Victurnien (* 7. April 1828; † 18. Februar 1897), Comte de Rochechouart; ⚭ 26. Mai 1858 Marie Anne Laurence du Vergier de la Rochejaquelein (* 28. Oktober 1838 oder 26. Oktober 1834; † 18. Februar 1915) Tochter von Henri-Auguste-Georges du Vergier, Marquis de la Rochejaquelein, Pair de France, und Marie Thérèse Joséphine Adélaide Chartier de Coussay
- Louis Jules Émilien (* 2. November 1830; † 13. Mai 1879[16]), Ministre plénipotentiaire in Haiti

## Werke
- Souvenirs sur la Révolution, l’Empire et la Restauration, Plon, 1892 (2. Ausgabe) (gallica.bnf.fr)
- Histoire de la Maison de Rochechouart, Paris 1859